# Estilete (arma)

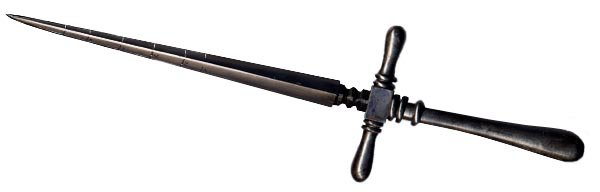
Estilete.

El estilete es un tipo de daga o cuchillo con una hoja muy larga y aguda de varios diseños, utilizada principalmente como arma punzante. Su sección estrecha, terminada en una punta muy aguda y rígida, permite que penetre muy profundamente. La mayoría de los estiletes no son adecuados para el corte, incluso en aquellos casos en que cuentan con filo. Un típico estilete de diseño temprano tenía un mango de metal elaborado en una única pieza de fundición y la hoja forjada a martillo hasta adoptar una sección transversal triangular sin bordes afilados. Otros ejemplos posibles son las secciones redondas, cuadradas, y con forma de diamante.
La palabra italiana "stiletto" utilizada para designar a esta arma y de la cual deriva nuestra palabra estilete, proviene del latín stilus que significa estaca o instrumento con punta.
El estilete, que también recibiera el nombre de "misericorde" (misericordia), comenzó a ganar fama durante la Alta Edad Media, donde era utilizado como arma secundaria por los caballeros. Era utilizada para acabar con los caídos o los oponentes gravemente heridos que contaban con pesadas armaduras y que no se esperaba que sobrevivieran. La hoja robusta y puntiaguda, podía atravesar con facilidad la mayoría de las cotas de malla o encontrar su camino a través de las placas pectorales o las coyunturas de la armadura de un caballero. Un oponente seriamente herido, con escasas probabilidades de supervivencia, recibía entonces un misericordioso «golpe de gracia» (en francés coup de grâce), de ahí el nombre de misericorde. Más tarde los estiletes de artillero se convirtieron en herramientas para mantener limpios los oídos de los cañones; utilizados a la manera de las varillas para medir el aceite de los automóviles, frecuentemente tenían marcas grabadas que indicaban los niveles de llenado con pólvora de acuerdo a las distancias que se pretendieran alcanzar.
La palabra stiletto es utilizada algunas veces en el inglés estadounidense para referirse a las navajas automáticas. La palabra estilete puede también ser utilizada específicamente para denominar a un arma blanca que exhiba la misma sección triangular, o incluso aquellas que presentan acanaladuras, tales como la espada corta, la espada ropera, o la espada de esgrima.

## Las Guerras Mundiales

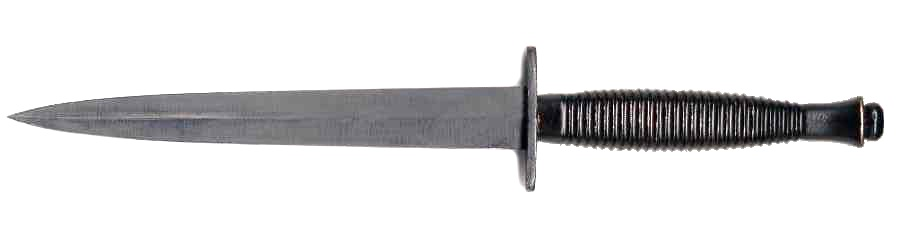
El Fairbairn-Sykes.

El combate mano a mano en las trincheras de la Primera Guerra Mundial, creó una nueva necesidad de estiletes. Varias versiones diferentes fueron elaboradas por diferentes países, a menudo agrupados en una misma clase apodada como cuchillo de trinchera. De la misma forma, durante la Segunda Guerra Mundial se pudo observar un resurgimiento de los estiletes en la forma de unas cuantas variantes entre las cuales se encuentra el estilete U.S. Marine Raider, que a su vez estaba basado en el cuchillo de combate Fairbairn-Sykes que utilizaban los británicos. El Fairbairn-Sykes más tarde fue designado como cuchillo de combate V-42. Todos estos cuchillos no eran verdaderos estiletes, desde el momento en que fueron diseñados para cortar y apuñalar, y no sólo apuñalar.

## Cuchillos de la década de 1950
Los coleccionistas a menudo se refieren a las navajas plegables italianas de la década de 1950 como estiletes debido al estilo de mango y guarda en forma de cruz. Los formatos de hojas incluían las de tipo navaja, las puntas de clip, y el ondulado estilo indonesio de las hojas de los kris. Los estiletes de principios de 1950 poseían hojas de gran espesor en relación con su longitud y grosor, rememorando a las dagas del renacimiento, lo que los hacía muy deseables. Los cuchillos italianos de producción moderna que siguen este estilo, tienden a poseer hojas convencionales, delgadas y chatas, y raramente poseen acanaladura.

## Usos coloquiales y literarios
En el inglés estadounidense, el término stiletto ocasionalmente se refiere a un tipo de navaja automática que posee una hoja telescópica deslizante. Una popular marca de navajas automáticas de este tipo fabricadas en 1950 poseían la denominación  Rizzuto Estileto Milano.
Aunque el uso de la palabra stiletto  para referirse a dagas pequeñas y puntiagudas, señala de lejos el porqué de su utilización para denominar a las navajas automáticas, la palabra stiletto en si es un préstamo lingüístico del italiano, un diminutivo de stilo, utilizado para las dagas, que a su vez proviene del latín stylus. La palabra stiletto fue registrada comercialmente en los primeros años del siglo XX como una marca de herramientas para trabajar la madera. Adicionalmente se suele utilizar la palabra stiletto para referirse a un tipo de zapato femenino caracterizado por poseer un taco particularmente largo y agudo.

## Cine y literatura
- En la película Gladiator, Cómodo utiliza un anacrónico estilete para apuñalar a Máximo pero este último se lo quita y lo apuñala en la garganta.
- Pascual "La Plaga" Acosta en la película Smokin' Aces en mostrado utilizando estiletes dobles.
- En la película Red Dragon, el Dr. Hannibal Lecter apuñala a Will Graham en el estómago con un estilete.
- En la película japonesa Ichi the Killer, Kakihara tortura a muchas de sus víctimas utilizando estiletes.
- Una navaja automática con hoja tipo estilete es utilizada en la famosa escena de pelea con cuchillos en la película West Side Story.
- En las dos versiones de la película 12 Angry Men, la de 1957 y la de 1997, una navaja automática con hoja tipo estilete es la pieza central de evidencia en el juicio de un joven muchacho hispano.
- Un estilete es el arma de elección utilizada por 'La Aguja' en el best seller de Ken Follett, Eye of the Needle (El Ojo de la Aguja), que cuenta la historia de un espía alemán en la Segunda Guerra Mundial.
- En Danza de Dragones de George R. R. Martin, el personaje Daario Naharis porta un estilete como arma secundaria.
- En "El Padrino", Luca Brasi es apuñalado con una navaja automática con hoja tipo estilete.
- En " Un Crimen entre Psicólogos ", el personaje Francis Hartley es asesinado con este tipo de arma.
- En el videojuego Assassin's Creed II, Juliano de Medici (hermano de Lorenzo de Medici) es asesinado con un estilete en la conspiración de los Pazzi.